# Euploea modesta
Euploea modesta är en fjärilsart som beskrevs av Butler 1866. Euploea modesta ingår i släktet Euploea och familjen praktfjärilar. Inga underarter finns listade i Catalogue of Life.

## Bildgalleri

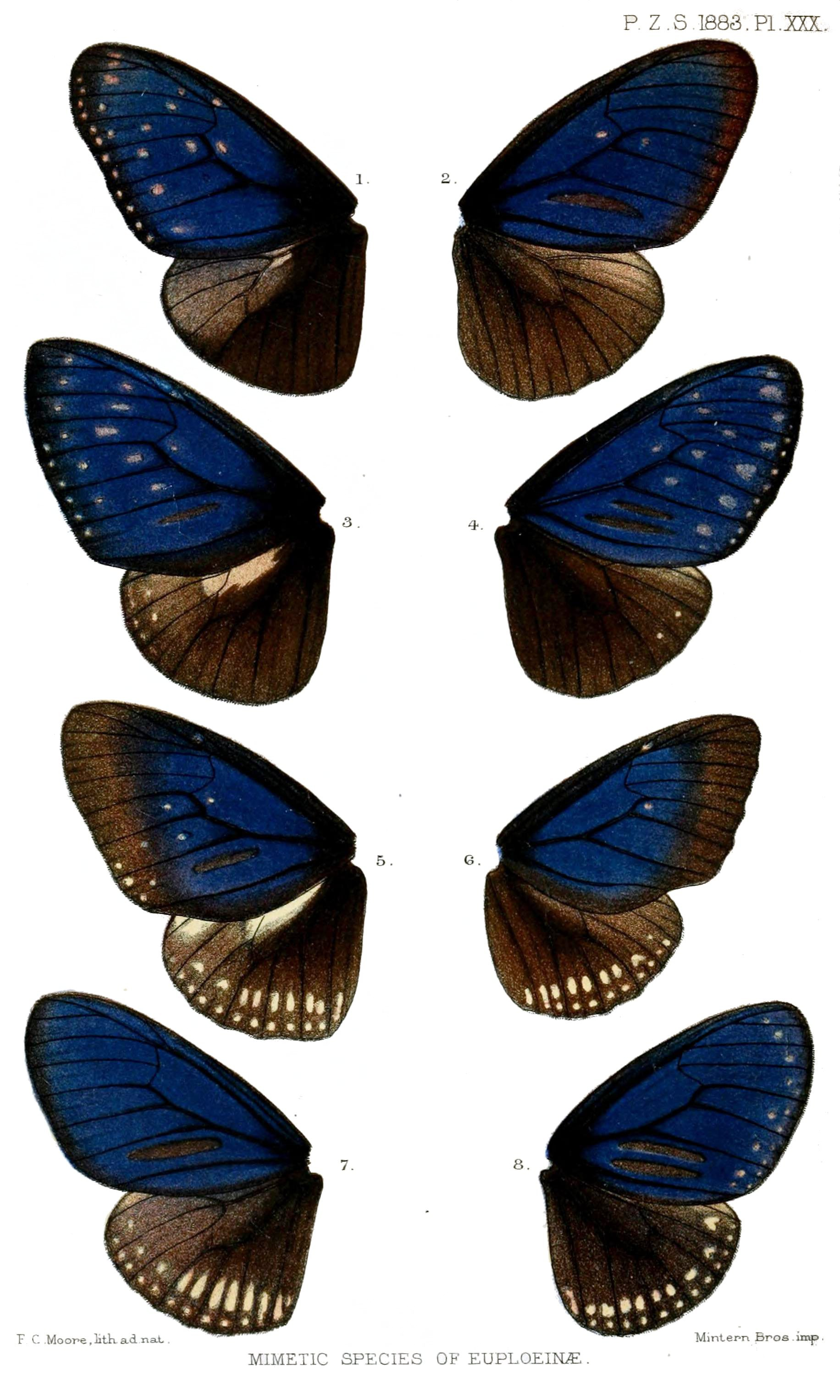
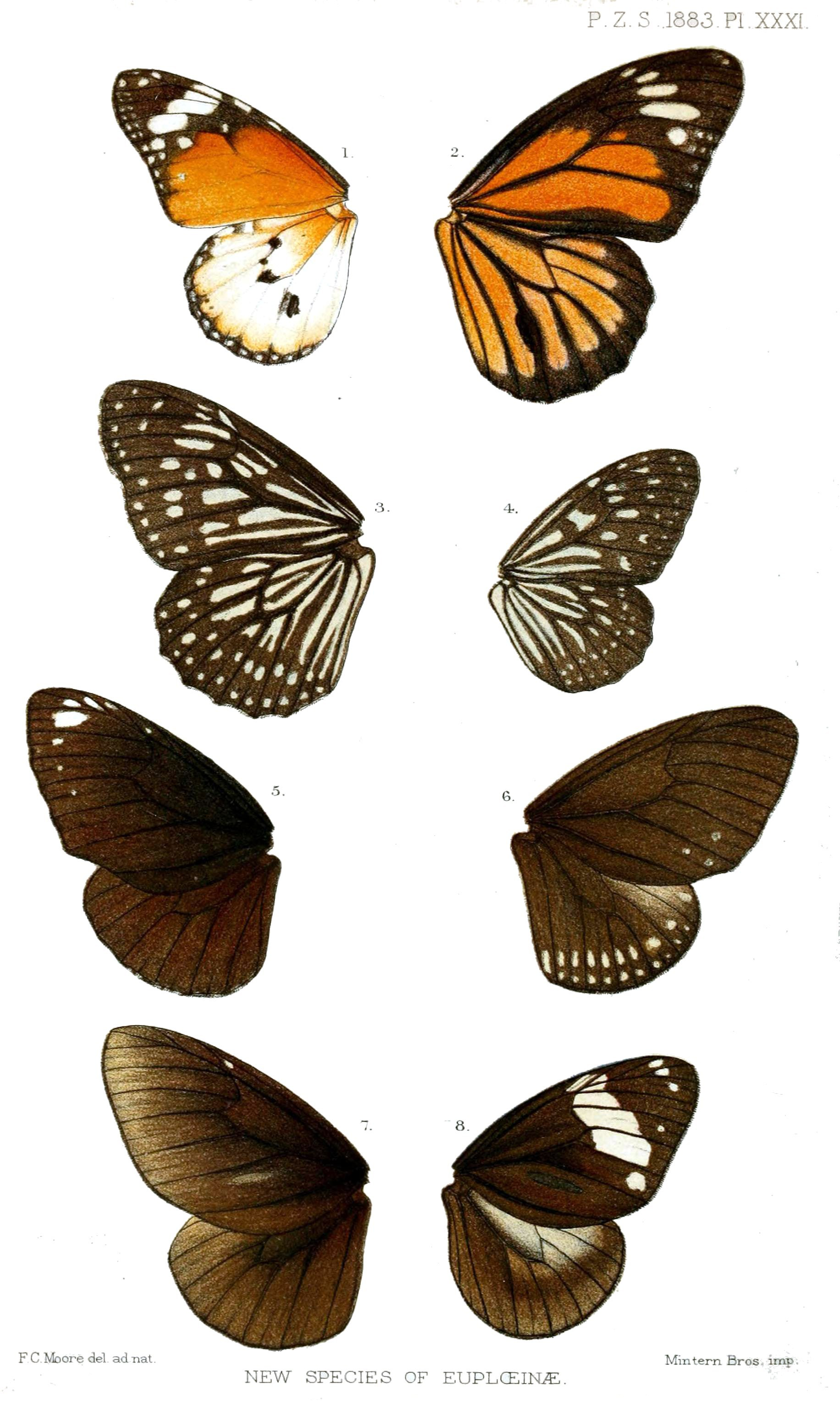
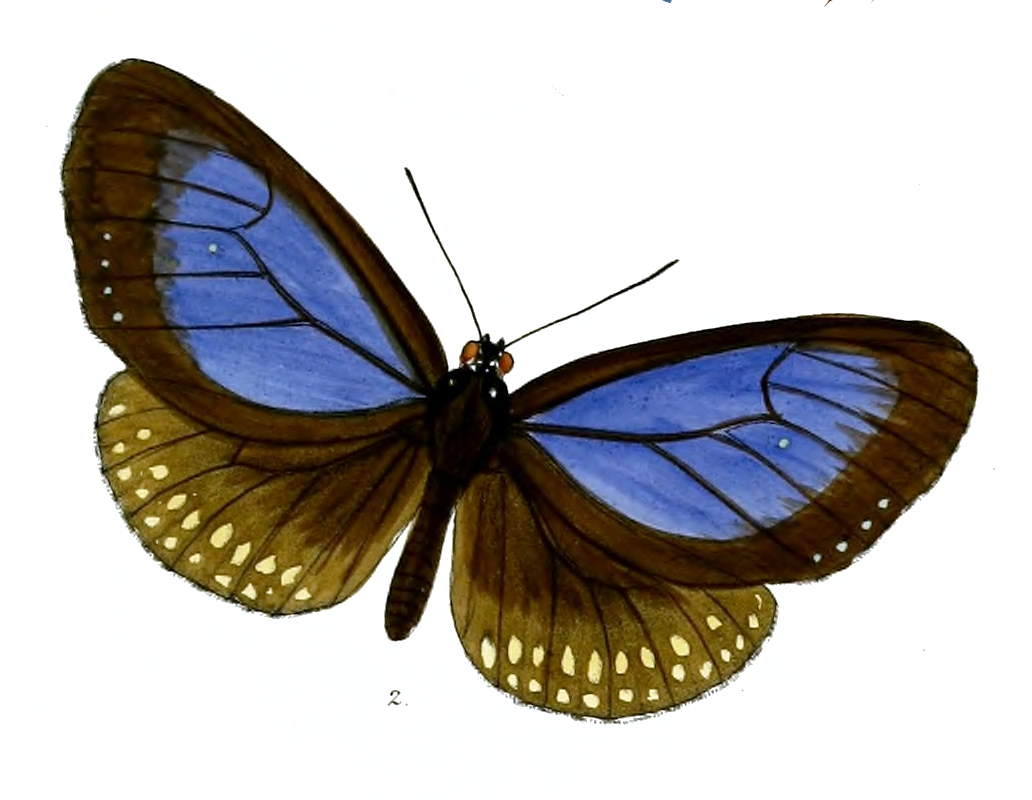